# Epachtozaur
Epachtozaur (Epachthosaurus sciuttoi) – czworonożny, roślinożerny zauropod z grupy tytanozaurów (Titanosauria), spokrewniony z saltazaurem.
Znaczenie jego nazwy – ciężki jaszczur.
Żył w epoce kredy późnej (ok. 75 mln lat temu) na terenach Ameryki Południowej. Długość ciała ok. 15-20 m, masa ok. 30 t. Jego szczątki znaleziono w Argentynie (Patagonia, prowincja Chubut, ranczo Laguna Palacios – 30 km na północ od miasta Buen Pasto).